# Academia de Ciencias de la Unión Soviética
La Academia de Ciencias de la Unión Soviética (en ruso: Академия наук СССР) fue la institución científica más importante de la Unión Soviética desde 1925 hasta 1991, uniendo a los principales científicos del país, subordinados directamente al Consejo de Ministros de la Unión Soviética (hasta 1946 - al Consejo de Comisarios del Pueblo de la Unión Soviética). Hasta 1934 estaba en Petrogrado/Leningrado, luego se mudó a Moscú.
En 1991, por decreto del Presidente de la República Socialista Federativa Soviética de Rusia, la Academia de Ciencias de Rusia, que había sido fundada en 1724, continuó sus funciones anteriores a la Revolución rusa y se estableció sobre la base de la Academia de Ciencias de la Unión Soviética.

## Historia

### Creación de la Academia de Ciencias de la Unión Soviética
La Academia de Ciencias de la Unión Soviética se creó mediante una resolución del Comité Ejecutivo Central y el Consejo de Comisarios del Pueblo de la Unión Soviética, fechada el 27 de julio de 1925, sobre la base de la Academia de Ciencias de Rusia (antes de la Revolución de Febrero, la Academia Imperial de Ciencias de San Petersburgo). En los primeros años de la Rusia Soviética, el Instituto de la Academia de Ciencias se percibía de forma bastante ambigua como una institución educativa científica cerrada y de élite. Sin embargo, en 1918, tras negociaciones con la entonces dirección de la Academia de Ciencias, cuyo nombre ya había cambiado de "Imperial" a "Rusa", se inició la cooperación con el nuevo gobierno. La financiación de la academia se confió al Comisariado del Pueblo para la Educación y a la Comisión Central para la Mejora de la Vida de los Científicos. En 1925 se celebró solemnemente su bicentenario. Se adoptaron nuevos estatutos para esta fecha.
El primer presidente de la Academia de Ciencias de la Unión Soviética fue el conocido científico, geólogo Alexander Karpinsky, quien anteriormente ocupó la presidencia de la Academia de Ciencias de Rusia.
Los intentos de establecer el control estatal y del partido sobre la Academia, hasta entonces independiente, comenzaron a mediados de la década de 1920: en 1925, la academia fue subordinada al Consejo de Comisarios del Pueblo de la Unión Soviética y, en 1928, bajo presión de las autoridades, se eligieron varios nuevos miembros comunistas.
En enero de 1929, los académicos rechazaron rotundamente a los tres candidatos comunistas, Vladimir Fritsche, Nikolai Lukin y Abram Deborin, que se postulaban para la Academia de Ciencias, pero ya en febrero, bajo condiciones de extrema presión, se vieron obligados a reconsiderar su decisión.
En 1929, una comisión gubernamental encabezada por Yuri Petrovich Figatner fue enviada a Leningrado para depurar la academia. Entre junio y diciembre de 1929, por decisión propia, 128 empleados a tiempo completo (de un total de 960) y 520 supernumerarios (de un total de 830) fueron despedidos de la Academia de Ciencias. Serguéi Oldenburg fue destituido del cargo de secretario permanente de la academia a finales de octubre de 1929, en defensa de su independencia. Posteriormente, los órganos del partido y del Estado establecieron el control total sobre la academia. Se eligió un nuevo Presidium de la Academia de Ciencias. Incluso antes, el 25 de febrero de 1929, el Politburó emitió una decisión especial: dejar a Alexander Karpinsky como presidente, a Gleb Krzhizhanovsky, Nikolai Marr y Vladimir Komarov como vicepresidentes, y a Vyacheslav Volgin como secretario permanente.  Así, por primera vez en la práctica de la Academia de Ciencias, su núcleo dirigente fue designado de manera directiva en una reunión del órgano más alto del partido con posterior aprobación automática en la Asamblea General, y esto también se convirtió en un precedente para la práctica posterior.
Durante el período de diciembre de 1929 a diciembre de 1930, más de 100 personas fueron detenidas en el marco del "Caso Académico" (en su mayoría expertos en humanidades, sobre todo historiadores).
Entre febrero y abril de 1930, se elaboró y aprobó un nuevo estatuto de la Academia de Ciencias. El desarrollo del proyecto fue encomendado a una comisión académica aprobada por la sesión plenaria del Comité para la Gestión de Científicos e Instituciones Educativas del Comité Ejecutivo Central de la Unión Soviética, presidido por Vyacheslav Volgin. La primera reunión de la comisión para redactar el estatuto y reorganizar la Academia de Ciencias se celebró el 28 de febrero de 1930. El borrador del nuevo estatuto fue debatido y aprobado en la sesión de la Academia de Ciencias del 31 de marzo al 5 de abril de 1930, y en ella se aprobó el primer plan de trabajo de la Academia para 1931-1932. El 4 de abril de 1930, la Asamblea General adoptó el estatuto.
En 1930, en relación con la reorganización del gobierno soviético, la Academia de Ciencias fue transferida al Comité Ejecutivo Central de la Unión Soviética.
Por el Decreto del Comité Ejecutivo Central de la Unión Soviética del 14 de diciembre de 1933 "Sobre la transferencia de la Academia de Ciencias de la Unión Soviética a la competencia del Consejo de Comisarios del Pueblo de la Unión Soviética" (antes de eso, estaba subordinada al comité de gestión de científicos e instituciones educativas del Comité Ejecutivo Central de la Unión Soviética).

### Traslado de la organización a Moscú y mayor desarrollo
En 1934, el Presídium de la academia y 14 institutos científicos fueron trasladados de Leningrado (antigua y actual San Petersburgo ) a Moscú (el 25 de abril de 1934, Viacheslav Mólotov firmó el decreto correspondiente del Consejo de Comisarios del Pueblo de la Unión Soviética). Como señaló Félix Perchenok, «el traslado de la Academia de Ciencias de la Unión Soviética a Moscú, uno de los pasos más importantes para convertirla en la sede de la ciencia soviética, se llevó a cabo mediante una orden de fuego».
En 1935, el secretario permanente de la academia, Vyacheslav Volgin, escribió una carta a Joseph Stalin solicitando su relevo. En la carta, subrayaba que él solo realizaba la difícil labor de un secretario indispensable, mientras que otros miembros del grupo del partido solo "proponían ideas", a veces útiles, a veces fantásticas. Durante los cinco años que ocupó este puesto, Volgin no solo no pudo continuar su trabajo científico, sino que ni siquiera pudo leer libros de su especialidad ni seguir el desarrollo de su ciencia. "Mientras tanto", añade, "en el conocido campo de la ciencia, se me consideraba el mejor experto en la materia". "Ya tengo 56 años", continúa Vyacheslav Petrovich, "y no me queda mucho tiempo para la ciencia. Unos años más, y no podré volver a ella". Además, en una carta a Stalin, señalaba que en el grupo del partido ya no sentía la misma valoración positiva de su trabajo. El 8 de agosto de 1935, en una reunión del Politburó, se propuso relevar a Vyacheslav Volgin del puesto de secretario permanente de la academia. El 20 de noviembre de 1935, por resolución de la asamblea general de la Academia de Ciencias de la Unión Soviética, se le agradeció su labor en los órganos rectores de la Academia y se le relevó de las funciones de secretario indispensable. Su lugar fue ocupado por el exgerente de asuntos del Consejo de Comisarios del Pueblo, Nikolai Gorbunov. Por decreto del Presídium de la Academia de Ciencias de la Unión Soviética del 26 de junio de 1937, este puesto fue abolido por completo, y desde entonces los funcionarios administrativos desempeñan las funciones de secretario. 
El 1 de enero de 1937, en la Academia de Ciencias de la Unión Soviética se encontraba:
- 274 – miembros de pleno derecho (académicos);
- 542 – miembros correspondientes;
- alrededor de 330 instituciones científicas;
- 57.000 científicos e investigadores, con un número total de empleados en todas las instituciones de 217 mil personas.

Por sus logros, la Academia de Ciencias de la Unión Soviética fue galardonada dos veces con la Orden de Lenin: en 1969 y 1974.

### Sucursales y bases de la Academia de Ciencias de la Unión Soviética
En 1932, la Academia de Ciencias de la Unión Soviética organizó sus primeras filiales (la de los Urales y la del Lejano Oriente) y bases de investigación (la kazaja y la tayika). En 1933, se estableció la filial transcaucásica, con sucursales en Armenia y Azerbaiyán, y en 1934, la Base de Investigación de Kola. En 1935, Azerbaiyán y, en 1936, la filial armenia de la filial transcaucásica se transformaron en filiales independientes de la Academia de Ciencias de la Unión Soviética. En 1936, surgió la Base Norte, en 1939 la Base Uzbeka y, en 1941, en vísperas de la Gran Guerra Patria, la filial turcomana.
A finales de 1941, la Academia de Ciencias contaba con siete sucursales (Azerbaiyana, Armenia, Kazajistán, Tayikistán, Turkmenistán, Uzbeka y Ural), dos bases de investigación (Kola y Norte) y una estación de taiga montañosa. Las instituciones científicas de las sucursales y bases de la Academia de Ciencias de la Unión Soviética contaban entonces con aproximadamente 1500 profesionales científicos y técnicos, entre ellos 12 académicos, 11 miembros correspondientes, 126 doctores, 284 aspirantes a la carrera científica y 610 científicos sin título.

### Reorganización tras el colapso de la Unión Soviética
En relación con el colapso de la Unión Soviética, las instituciones científicas de la Academia de Ciencias de la Unión Soviética, ubicadas en las antiguas repúblicas soviéticas y que formaban parte de las academias de ciencias de las repúblicas de la Unión, pasaron a formar parte de los nuevos estados independientes. Solo la Federación de Rusia no tuvo su propia Academia de Ciencias durante la Unión Soviética a pesar de que el 98% de las instituciones científicas de la Academia de Ciencias de la Unión Soviética estaban en la Federación de Rusia, y el 95% de los miembros de la Academia de Ciencias de la Unión Soviética trabajaban y vivían en la Federación de Rusia.  De hecho, la Academia de Ciencias de la Unión Soviética era la Academia de Ciencias de Rusia. El 21 de noviembre de 1991, por iniciativa de académicos rusos, se firmó un decreto presidencial para crear la Academia de Ciencias de Rusia , según el cual todos los miembros de la Academia de Ciencias de la Unión Soviética, incluidos los que vivían en los países de la Comunidad de Estados Independientes, se convirtieron automáticamente en miembros de la Academia de Ciencias de Rusia.  Todos los edificios, grandes instrumentos científicos, buques, equipos científicos y demás propiedad estatal que estaban en uso y disposición de las instituciones y organizaciones de la Academia de Ciencias de la Unión Soviética ubicadas en la República Federativa Socialista Soviética de Rusia fueron transferidos a la propiedad de la Academia de Ciencias de Rusia.  En diciembre de 1991, se celebraron elecciones para la Academia de Ciencias de Rusia, y los científicos que participaron en estas elecciones, junto con los miembros de pleno derecho de la Academia de Ciencias de la Unión Soviética, constituyeron la Academia de Ciencias de Rusia.
En 1992 se creó la Asociación Internacional de Academias de Ciencias.

## Metas y objetivos
Los objetivos de las actividades de la Academia de Ciencias de la Unión Soviética eran promover la plena aplicación de los avances científicos en la práctica de la construcción comunista en la URSS; identificar y desarrollar las áreas científicas más importantes y fundamentales. La coordinación también se realizaba a través de las oficinas regionales y las academias de ciencias republicanas.
La actividad de investigación de la academia se llevó a cabo en una red de institutos, laboratorios y observatorios. La red de la Academia de Ciencias de la Unión Soviética incluía 295 instituciones científicas.
La Academia de Ciencias de la Unión Soviética contaba con su propia editorial, un equipo de investigación y una red de bibliotecas. La Academia otorgaba premios a científicos que habían realizado contribuciones significativas al desarrollo de la ciencia.
Premios establecidos por la Academia de Ciencias de la Unión Soviética
- La Medalla de Oro Mijaíl Vasílievich Lomonósov[11] era el máximo galardón de la academia. Anualmente se otorgaban dos premios a científicos (uno soviético y otro extranjero) por sus logros en las ciencias naturales y sociales.
- La Medalla de Oro Leonard Euler fue un premio por resultados sobresalientes en matemáticas y física.
- La Medalla de Oro Karl Marx era un premio que se otorgaba cada tres años a científicos soviéticos y extranjeros por su destacado trabajo en el campo de las ciencias sociales.
- La Medalla de Oro Vernadsky fue un premio a la destacada labor científica en el campo de las ciencias de la tierra.
- La Medalla de Oro Vavilov fue un premio al trabajo científico destacado en el campo de la física.
- La Medalla de Oro Mendeleev fue un premio a la destacada labor científica en el campo de la ciencia y la tecnología química.
- La Medalla de Oro Keldysh fue el premio al trabajo destacado en el campo de las matemáticas aplicadas y la mecánica.
- La Medalla de Oro Pavlov fue un reconocimiento a un trabajo destacado en el campo de la fisiología de la actividad nerviosa superior y los sistemas viscerales.
- El Premio Andronov fue otorgado por trabajos destacados en mecánica clásica y teoría de control.

## Composición y estructura
Número de miembros
El número total de miembros activos de la Academia de Ciencias el 1 de enero de 1936 era de 98 personas.
En 1989, la Academia consistía en:
- 323 miembros activos;
- 586 miembros correspondientes;
- 138 miembros extranjeros.[11]

Órganos de gobierno
Los órganos de la Academia de Ciencias de la Unión Soviética se formaron exclusivamente sobre una base electoral. El órgano supremo es la Junta General de Académicos y Miembros correspondientes. Para guiar a la Academia en los períodos entre sesiones de la Asamblea General, elige cada 4 años el Presidium de la Academia de Ciencias de la Unión Soviética.
Presidentes de la Academia de Ciencias:
- 1917–1936 – Aleksandr Karpinski;
- 1936–1945 – Vladímir Komarov;
- 1945–1951 – Serguéi Vavílov;
- 1951–1961 – Aleksandr Nesmeyánov;

- 1961–1975 – Mstislav Keldysh;
- 1975–1986 – Anatoli Aleksándrov;
- 1986–1991 – Gury Marchuk.

### Estructura
La Academia de Ciencias de la Unión Soviética estaba formada por catorce (desde 1956) academias republicanas (la República Federativa Socialista Soviética de Rusia no tenía su propia academia) y tres ramas regionales en la República Federativa Socialista Soviética de Rusia: Siberiana (1957), Extremo Oriente (1987) y Ural (1987).
La academia también estaba dividida en secciones, cada una con sus propios departamentos:
- Sección de Ciencias Físicas, Técnicas y Matemáticas. Departamentos: matemáticas, física general y astronomía, física nuclear, problemas físicos y técnicos de energía, mecánica y procesos de control.
- Sección de Ciencias Químicas, Tecnológicas y Biológicas. Departamentos: química general y técnica; fisicoquímica y tecnología de materiales inorgánicos; bioquímica, biofísica y química de compuestos fisiológicamente activos; fisiología; biología general.
- Sección de Ciencias de la Tierra. Departamentos: geología, geofísica y geoquímica; oceanología, física atmosférica, geografía.
- Sección de Ciencias Sociales. Departamentos: Historia; Filosofía y Derecho; Economía; Literatura y Lengua.[10]

### Comisiones de la Academia de Ciencias de la Unión Soviética
- Comisión Arqueográfica ;
- Comisión Transcaucásica – Trabajos en el área del lago Sevan ;
- Comisión Polar – trabajos en la isla de Nueva Zembla ;
- Comisión Nuclear;
- Comisión de bases de la Academia de Ciencias de la Unión Soviética;
- Comisión para el estudio de las fuerzas productivas naturales;
- Comisión para el estudio integrado del Mar Caspio;
- Comisión de Investigación Expedicionaria;
- Comisión para el Estudio de la Composición Tribal de la Población de la Unión Soviética y Países Vecinos;[13]
- Comisión Histórica Permanente;
- Comisión de Flujos de Lodo;
- Comisión del Uranio;

y otros.

## Reconocimientos
Filmografía
- «Country and Science.» Documentary. Central Studio for Documentary Film. 1974. 50 minutos.

En filatelia

Sellos Postales de la Unión Soviética
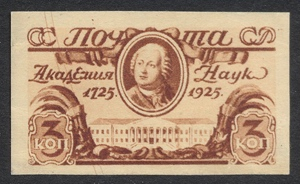
Sello postal de 3 kopeks de la Unión Soviética , 1925: 200 años de la Academia de Ciencias de la Unión Soviética
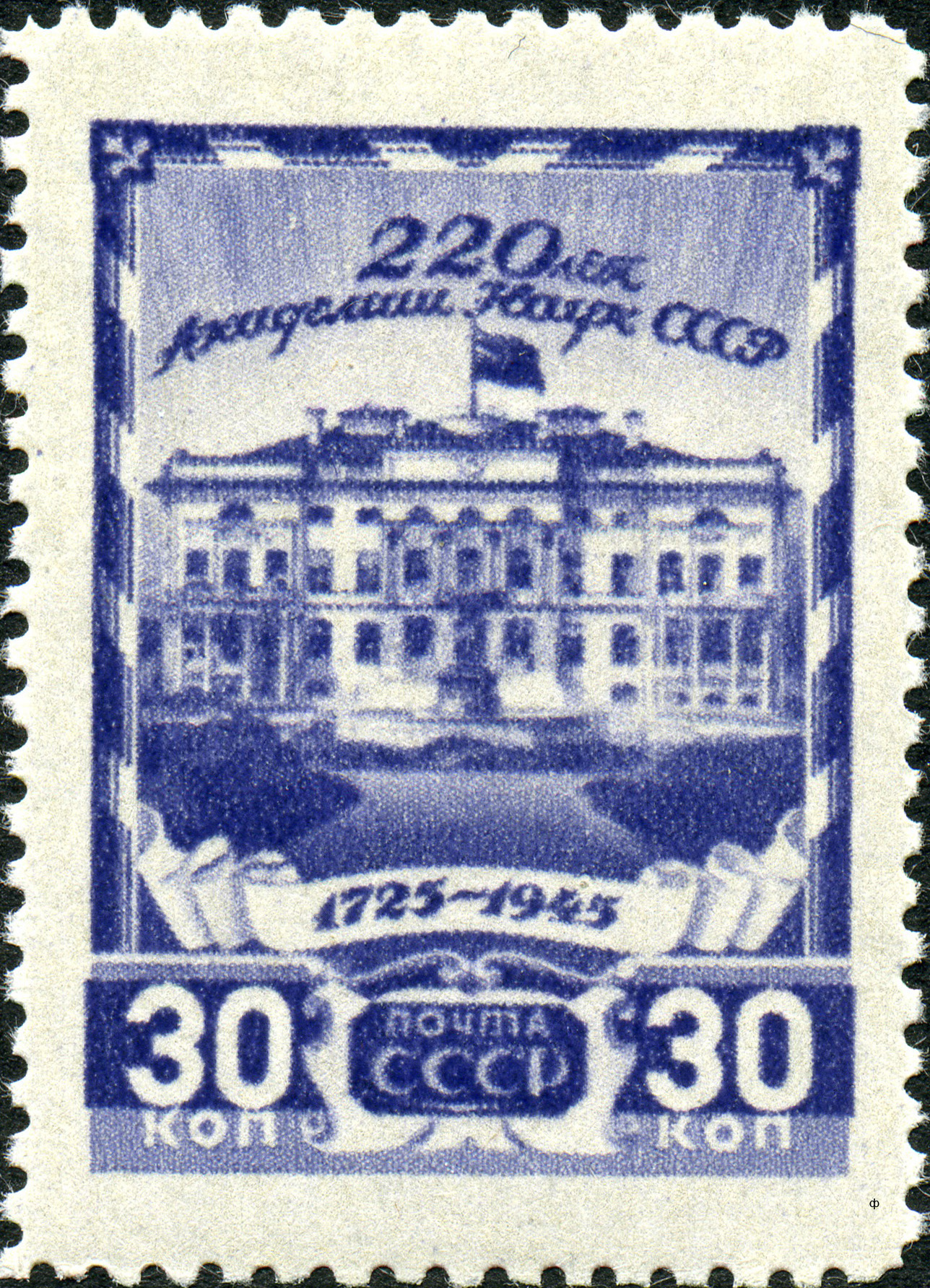
Sello postal de 30 kopeks de la Unión Soviética, 1945: 220 años de la Academia de Ciencias de la Unión Soviética
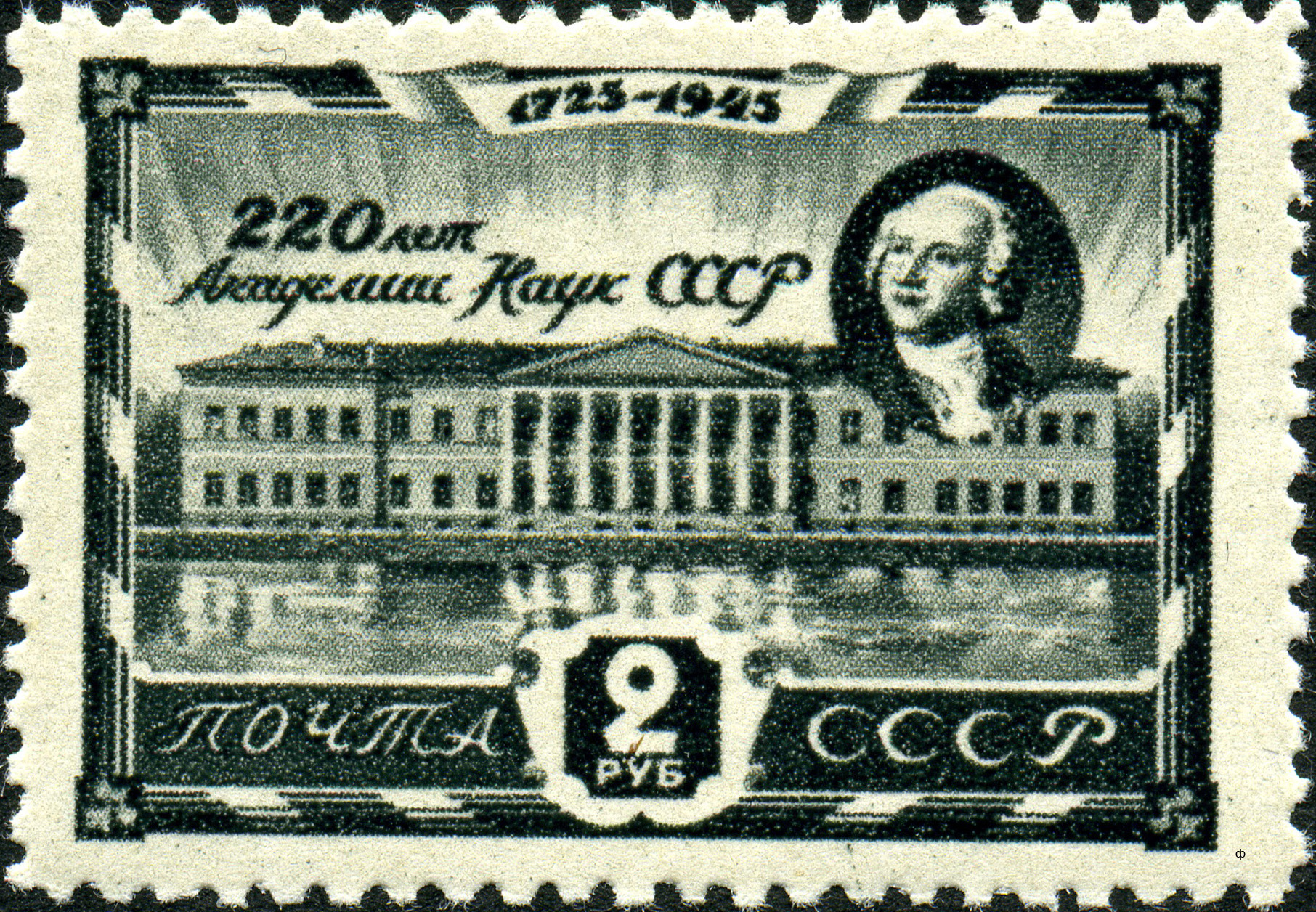
Sello postal de 3 rublos de la Unión Soviética, 1945: 220 años de la Academia de Ciencias de la Unión Soviética
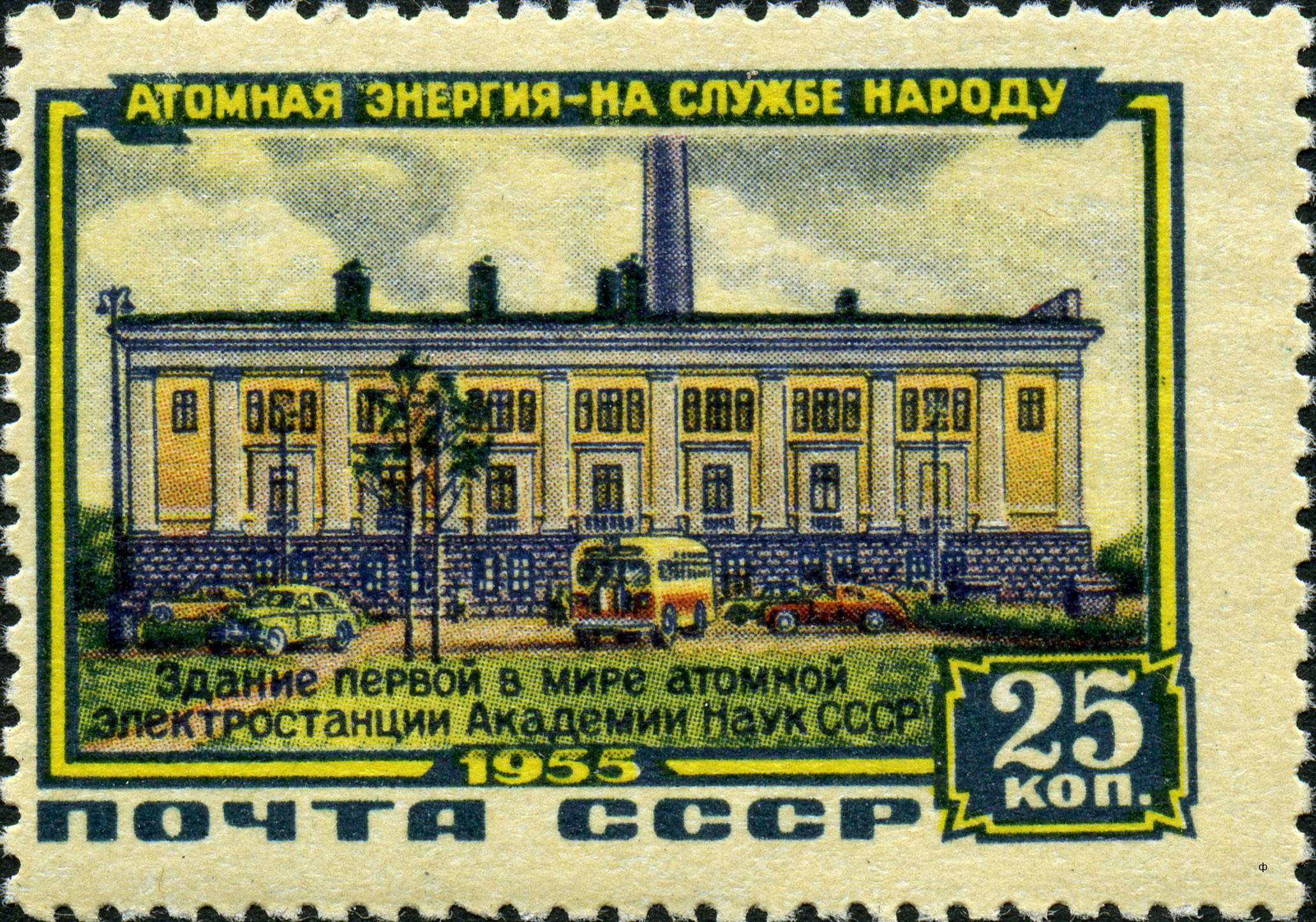
Sello postal de 25 kopeks de la Unión Soviética, 1955: construcción de la primera central nuclear de la Academia de Ciencias de la Unión Soviética.
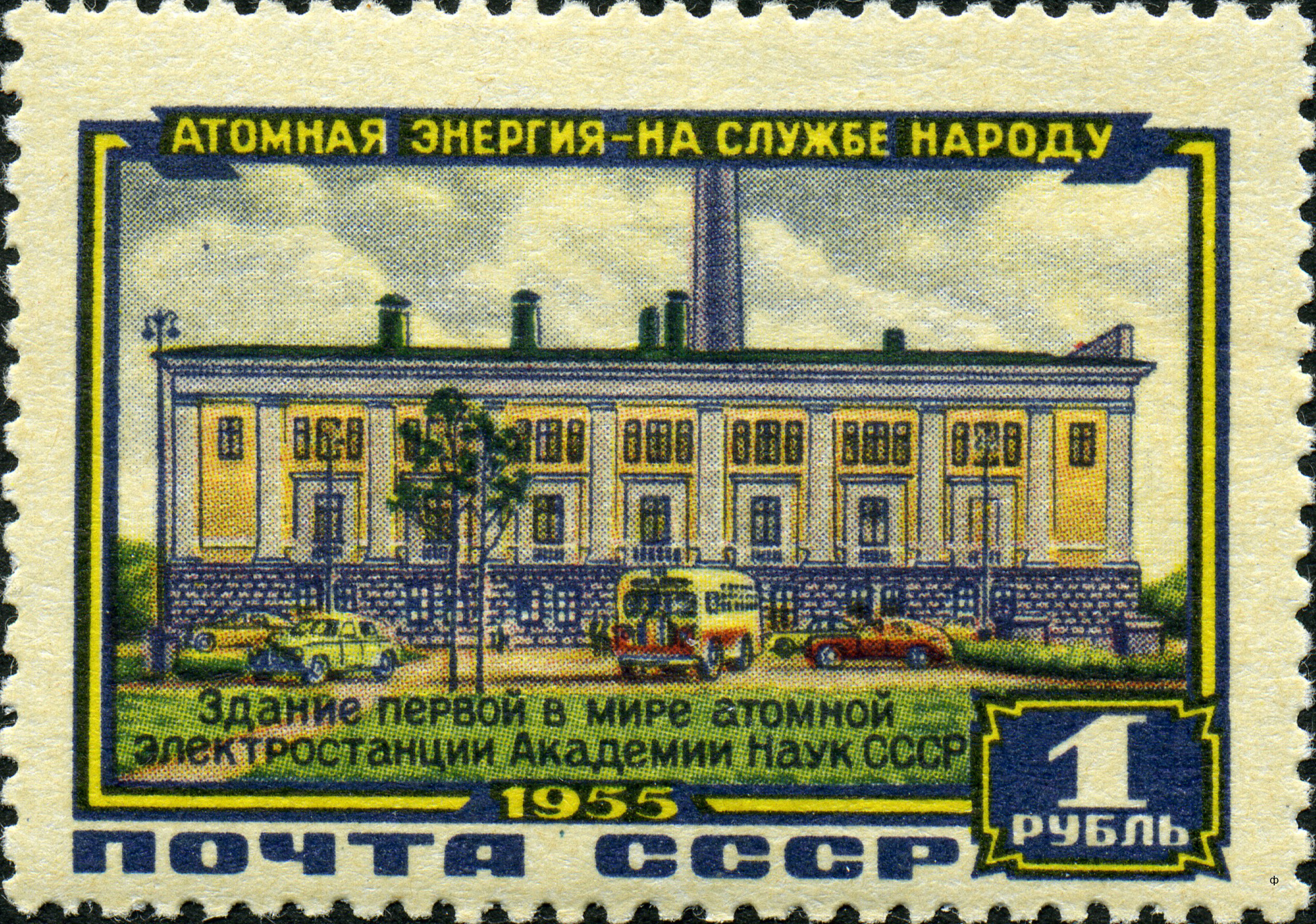
Sello postal de 1 rublo de la Unión Soviética, 1955: construcción de la primera central nuclear de la Academia de Ciencias de la Unión Soviética.
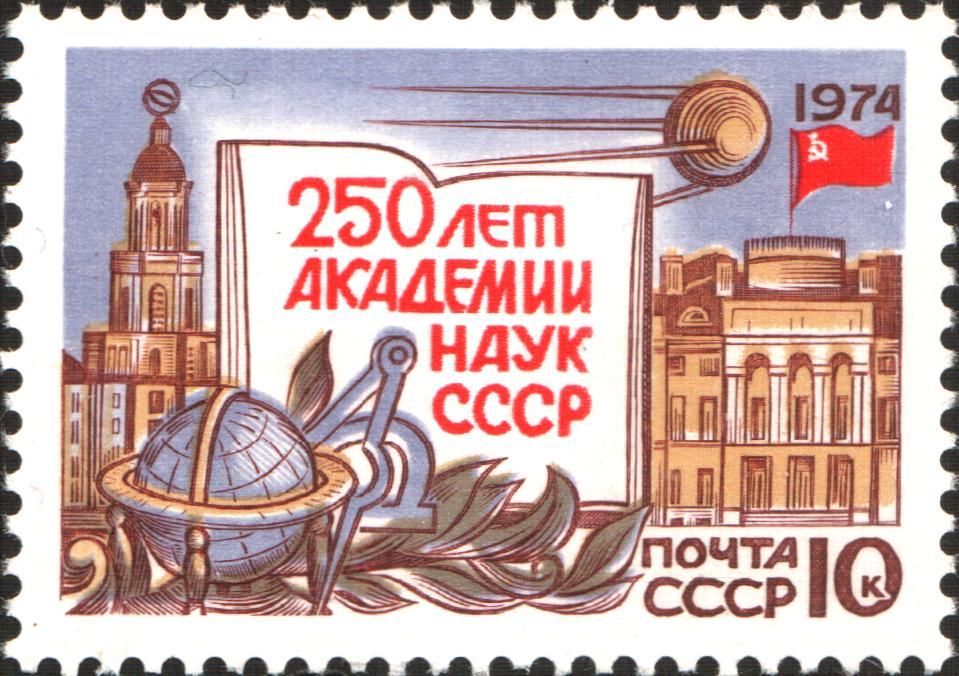
Sello postal de 3 kopeks de la Unión Soviética, 1974: 250 años de la Academia de Ciencias de la Unión Soviética